# Walddeutsche

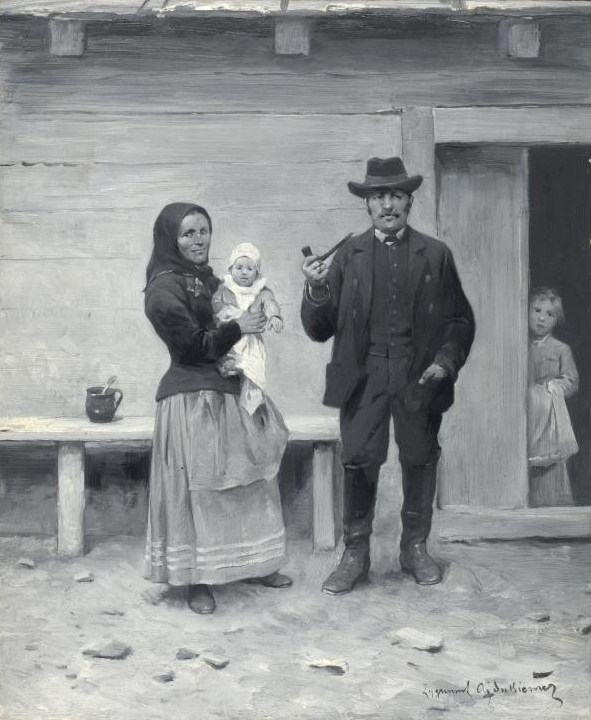
Subgrupos carpatho-alemanes - área Beskidian Głuchoniemcy siglo XIX. (Polonia).

Walddeutsche (en alemán: Walddeutsche ("Alemanes del Bosque") o Taubdeutsche ("Alemanes Sordos"); en polaco: Głuchoniemcy ("sordo-mudo", un juego de palabras), es el nombre de un grupo de personas, en su mayoría de origen alemán, que se estableció entre los siglos XIV y XVII en el territorio de Doły Jasielsko-Sanockie, en Polonia, una región que anteriormente solo estaba escasamente habitada porque la tierra era difícil de cultivar.

## Nomenclatura
El término Walddeutsche, acuñado por los historiadores polacos Marcin Bielski, en 1531, Szymon Starowolski en 1632, el obispo Ignacy Krasicki y Wincenty Pol, también se refiere a veces a alemanes que vivían entre Wisłoka y la parte del río San de la meseta de los Cárpatos occidentales y el Piamonte central de Beskidian en Polonia. .
El término polaco Głuchoniemcy es una especie de juego de palabras; significa "sordomudos", pero suena como "alemanes del bosque": Niemcy, que en polaco significa "alemanes", se deriva de niemy ("mudo", incapaz de hablar de manera comprensible, es decir, en eslavo) y głuchy ("sordo", es decir, "no se puede comunicar") suena similar a głusz "madera".

## Historia

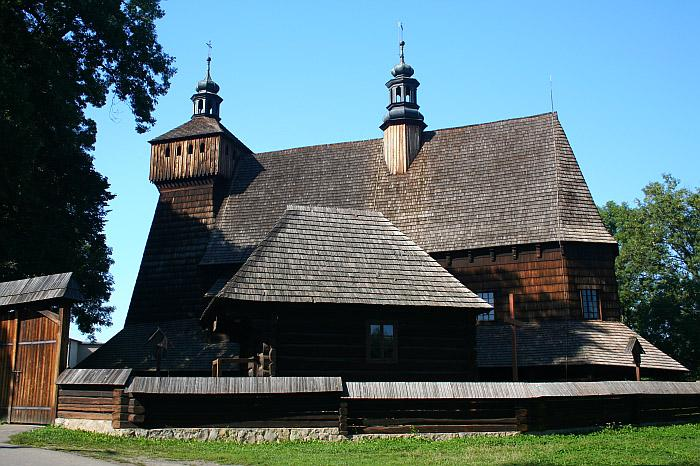
Haczów.

En el siglo XIV existió un asentamiento alemán en la zona llamado Hanshof. La Iglesia de la Asunción de Santa María y el Arcángel de San Miguel en Haczów (Polonia), el templo gótico de madera más antiguo de Europa, fue erigido en el siglo XIV y fue agregado a la lista de sitios del Patrimonio Mundial de la UNESCO en 2003.
Los alemanes se establecieron en el territorio del Reino de Polonia (territorio de la actual Voivodato de Subcarpacia) de los siglos XIV a XVI (véase Ostsiedlung), principalmente después de que la región regresó a la esfera de influencia polaca en 1340, cuando Casimiro III de Polonia tomó las ciudades de Czerwień.

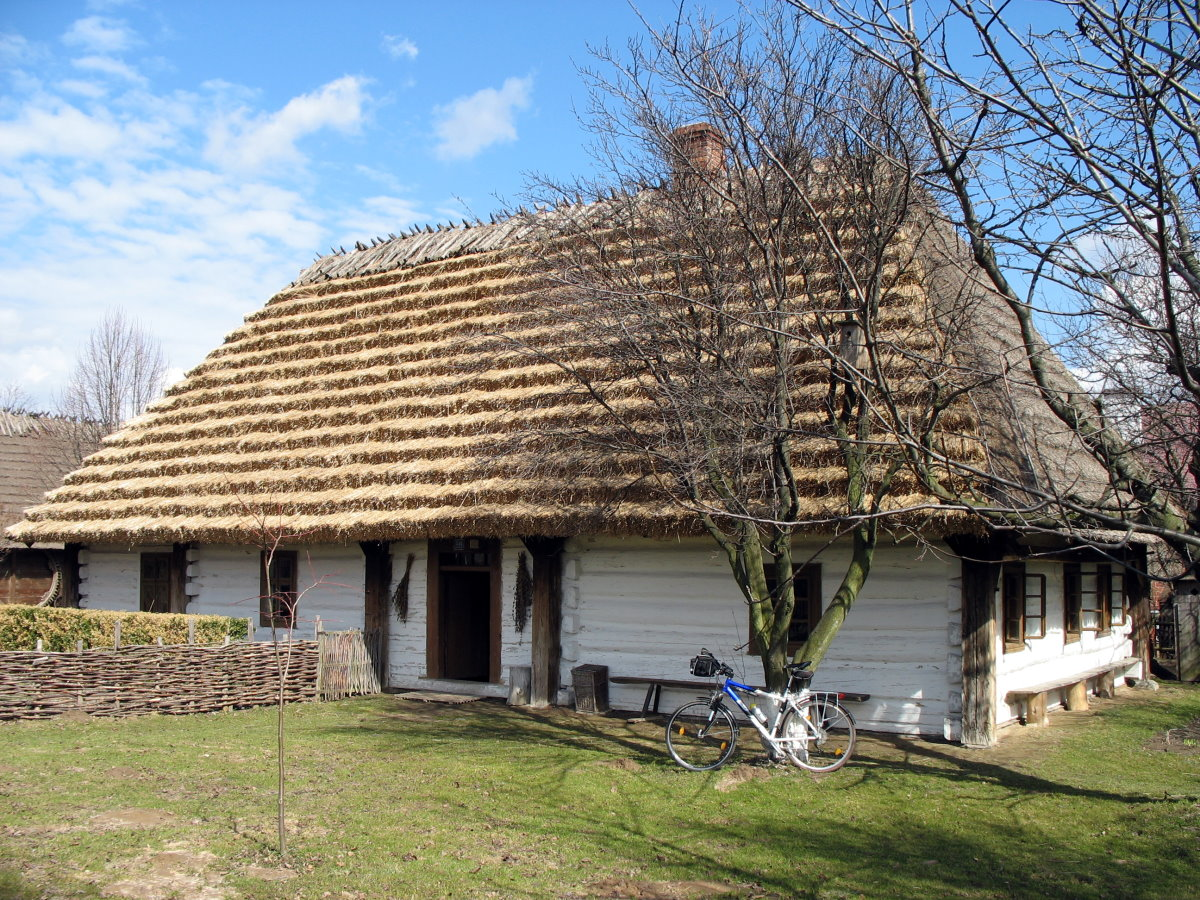
El pueblo de Markowa. Las típicas casas de Umgebindehaus, a unos 150–200 km al sureste de Cracovia, alrededor del siglo XVIII-XIX, construidas al estilo de la antigua atmósfera de montaña Walddeutsche.

Marcin Bielski afirma que Bolesław I Chrobry instaló a algunos alemanes en la región para defender las fronteras contra Hungría y el Rus de Kiev, pero los arribos no eran adecuados para su tarea y se dedicaron a la agricultura. Maciej Stryjkowski menciona a los campesinos alemanes cerca de Przeworsk, Przemyśl, Sanok y Jarosław, describiéndolos como buenos agricultores.
Algunos alemanes fueron atraídos por reyes que buscaban especialistas en diversos oficios, como artesanos y mineros. Por lo general, se establecieron en nuevos mercados y asentamientos mineros. Las principales áreas de asentamiento se encontraban en las proximidades de Krosno y algunas islas lingüísticas en los Pits y las regiones de Rzeszów. Los colonos en la región de Pits eran conocidos como Uplander Sachsen. Hasta aproximadamente el siglo XV, las clases dominantes de la mayoría de las ciudades en el actual Piamonte Beskidiano estaban formadas casi exclusivamente por alemanes.
Los alemanes beskidianos se sometieron a la polonización en la segunda mitad del siglo XVII y principios del siglo XVIII.
Según Wacław Maciejowski, escribiendo en 1858, la gente no entendía alemán, pero se llamaban a sí mismos Głuchoniemcy. Wincenty Pol escribió en 1869 que su atuendo era similar al de los alemanes húngaros y transilvanos y que sus principales ocupaciones eran la agricultura y el tejido. Afirmó que en algunas áreas la gente era de origen sueco, sin embargo, todos hablaban perfectamente en un dialecto polaco de la Pequeña Polonia. En 1885, Józef Szujski escribió que Gluchoniemcy solo hablaba polaco, pero había rastros de una variedad de idiomas originales que mostraban que, cuando llegaron, el término Niemiec se aplicaba a "todos". En el idioma polaco moderno, Niemiec se refiere a los alemanes, sin embargo, en siglos anteriores, a veces también se usaba en referencia a los húngaros, posiblemente debido a la similitud con la palabra niemy, o niemi en plural para "mudo" o "tonto".